# Beugin
Beugin är en kommun i departementet Pas-de-Calais i regionen Hauts-de-France i norra Frankrike. Kommunen ligger i kantonen Houdain som tillhör arrondissementet Béthune. År 2022 hade Beugin 465 invånare.

## Befolkningsutveckling
Antalet invånare i kommunen Beugin
| Referens: INSEE |